# Pia Syrén
Pia Syrén (* 16. November 1966 in Stockholm) ist eine ehemalige schwedische Fußballspielerin.

## Karriere

### Vereine
Syrén gehörte der ersten Mannschaft des Öxabäck IF an, mit der sie am Ende der Premierenspielzeit der – im Jahr 1988 als landesweit einheitlich höchste Spielklasse gegründeten – Damallsvenskan und den erfolgreichen Play-offs den Meistertitel gewann und auch den nationalen Vereinspokal, nachdem Mallbackens IF in Norrköping mit 2:1 bezwungen werden konnte. Der Pokalsieg gelang im Jahr 1989 und 1991 noch einmal. Eine im Sommer 1992 durch einen Motorradunfall erlittene Verletzung zwang sie zur Beendigung ihrer Spielerkarriere.

### Nationalmannschaft
Syrén bestritt in vier Jahren 17 Länderspiele für die A-Nationalmannschaft. Ihr Debüt erfolge am 27. April 1988 beim 3:0-Sieg im Freundschaftsspiel gegen die Schweizer Nationalmannschaft in Vä.
Am 7. Mai 1988 bestritt sie ihr einziges EM-Qualifikationsspiel; es war das zweite Spiel der Gruppe 2, das in Dublin gegen die Nationalmannschaft Irlands 1:1 unentschieden endete. Anschließend nahm sie mit ihrer Mannschaft am FIFA-Frauen-Einladungsturnier 1988 in der Volksrepublik China teil, in dem sie im ersten Spiel der Gruppe C und in allen drei Spielen der Finalrunde eingesetzt wurde. Das Finale gegen die Nationalmannschaft Norwegens wurde mit 0:1 verloren.
Am 26. April und am 23. Mai 1989 kam sie gegen die Nationalmannschaften Finnlands und Englands in Bromölla und London in zwei in Freundschaft ausgetragenen Länderspielen zum Einsatz, die mit 4:1 und 2:0 gewonnen wurden. Am 28. und 30. Juni  kam sie in zwei Spielen der EM-Finalrunde und in Agia Napa am 21., 23. und 25. März 1990 gegen die Nationalmannschaften Dänemarks (1:0), Finnlands (4:1) und Norwegens (1:1) im Rahmen des „Open Nordic Cup“ auf Zypern als Alternative des (seit 1992 nicht mehr ausgetragenen) Turniers um die Nordische Meisterschaft zum Einsatz.
Am 22. und 23. August 1990 bestritt sie in Österängen zwei Länderspiele für die U21-Nationalmannschaft, die gegen die U21-Nationalmannschaften Finnlands und Norwegens mit 3:1 und 2:1 gewonnen wurden.
Für die A-Nationalmannschaft kam sie erneut in einem Freundschaftsspiel zum Einsatz, der mit dem 4:0-Sieg über die Nationalmannschaft Italiens am 19. September 1990 in Halmstad belohnt wurde, wie auch das am 2. Dezember 1990 in Ruggell mit 2:0 gewonnene Freundschaftsspiel gegen die Schweizer Nationalmannschaft. Am 8. Dezember 1990 kam sie im EM-Qualifikationsviertelfinalrückspiel gegen die Nationalmannschaft Italiens, das in Castellammare di Stabia torlos endete, zum Einsatz. Ihr letztes Länderspiel für den SvFF war die erste Begegnung mit der Nationalmannschaft der UdSSR, die am 5. Mai 1991 in Schatura mit dem 4:0-Sieg endete.

## Erfolge
Nationalmannschaft
- Dritter Europameisterschaft 1989

Öxabäcks IF
- Schwedischer Meister 1988
- Schwedischer Pokal-Sieger 1988, 1989, 1991